# Jean-Paul Garnier
Pour les articles homonymes, voir Garnier.
Jean-Paul Garnier, né le 16 novembre 1801 à Épinal et mort le 14 février 1869 à Paris, généralement connu sous le nom de Paul Garnier, est un horloger et mécanicien français du XIXe siècle.

## Biographie
Jean-Paul Garnier naît en novembre 1801 à Épinal. Son père, un organiste, meurt quand il a dix ans.

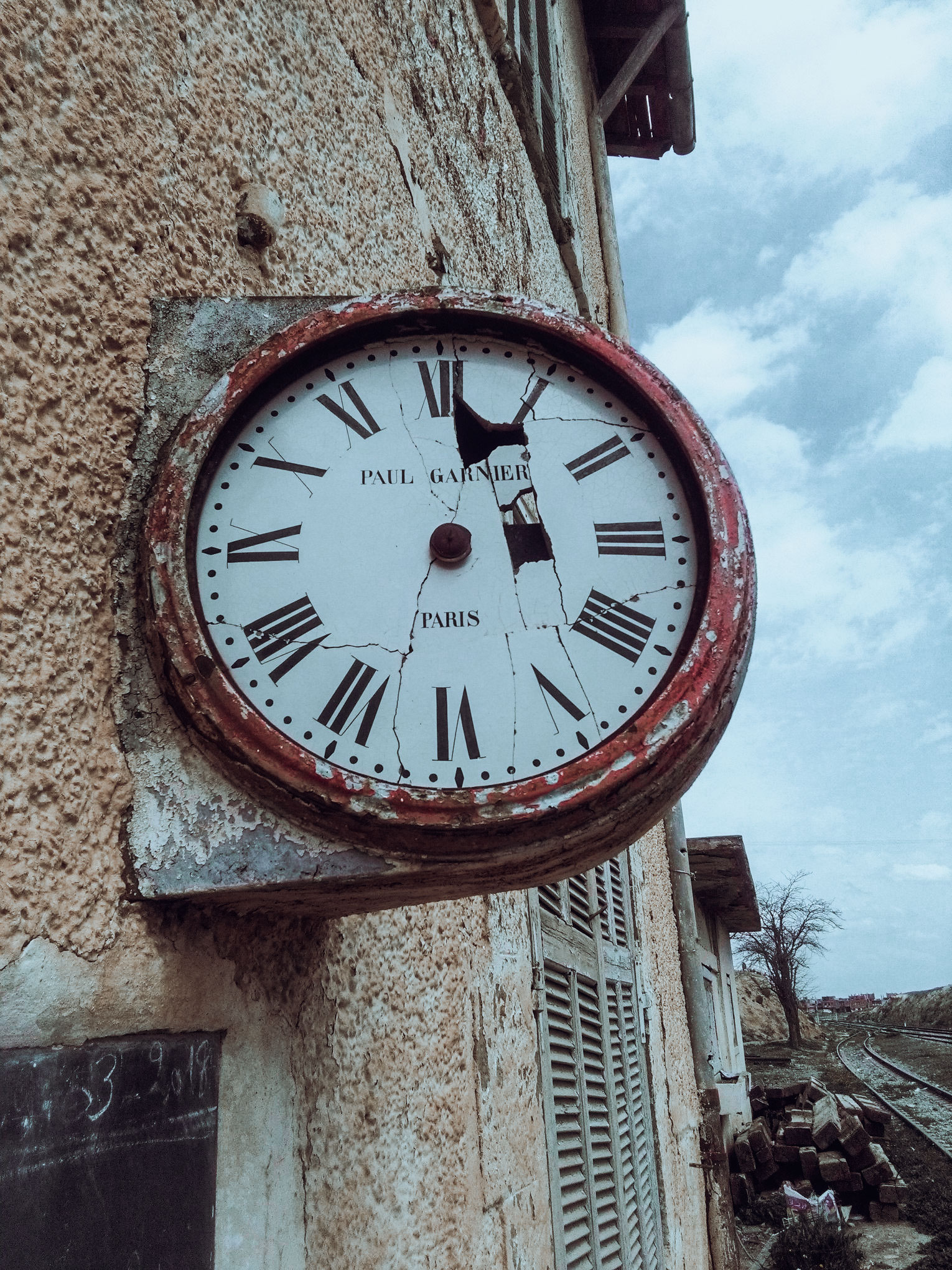
Ancienne horloge de Paul Garnier dans la gare d'El Achir.

Il débute dans les imprimeries d'images d'Épinal, fait un premier apprentissage dans un atelier de serrurerie, qu'il quitte pour entrer chez un horloger.
Il est déjà très-habile ouvrier, quand il entend parler d'un maître horloger de Luxeuil, dont la réputation est grande dans le pays; il se fait admettre chez lui et il y reste jusqu'au  jour où celui-ci lui déclare que l'horizon de Luxeuil est trop étroit pour son instruction et il l'incite à se rendre à Paris.
En 1826, il invente et présente à l'Académie des sciences un échappement libre à remontoir et à force constante, qui permet d'obtenir la seconde avec un pendule de  demi-seconde.
En 1827, Paul Garnier présente à l'examen du jury de l'Exposition un régulateur de précision, à données astronomiques, qui fait sensation.
En 1834, il présente à l'Exposition une série de pendules de voyage, de dispositions toutes nouvelles.
En 1845, au moment où a lieu les premiers essais de télégraphie électrique, il prend une part au concours ouvert, et présente un système de télégraphe à cadrans et à lettres.
En 1861, quelque temps après l'annexion de la Savoie, Paul Garnier, est choisi par M. le ministre des travaux publics pour étudier l'état de la fabrication de l'horlogerie dans le Chablais et  le Faucigny où ce travail se prête si bien aux habitudes des habitants et aux conditions climatologiques.
Il est surtout connu pour avoir équipé les gares en France, en Argentine et construit l'horloge placée dans la tour réalisée par Alexandre Gustave Eiffel, située dans le parc de Montecristi en République dominicaine  et en Roumanie avec des horloges de gare.
Il repose au cimetière du Père Lachaise (Division 16), à Paris.